# Hontai Yōshin-ryū
Hontai Yōshin-ryū (jap. 本體楊心流) ist eine traditionale japanische Kampfkunstschule, welche 1660 von Takagi Shigetoshi begründet wurde. Diese Kampfkunst war vor allem in der Edo-Zeit sehr dominant und aktiv in dem Gebiet der Lehen (han) Himeji und Akō.
Hontai Yōshin-ryū lehrt unbewaffnete Techniken und diverse Techniken mit Waffen wie Bō, Hanbō und Ken. Die Bojutsu- und Kurzschwerttechniken (Wakizashi) stammen aus dem Kukishin-ryū (jap. 九鬼神流). Diese Schule wurde während Generationen gemeinsam mit Hontai Yōshin-ryū trainiert und wurde vom 17ten Großmeister (Sōke) Minaki Saburō an Kyodo Matsuda weitergegeben. Diese gab die Schule nach nur einem Tag an Fumon Tanaka weiter, welcher der 19te Sōke der Kukishin-ryū wurde. Die Techniken des Kukishin-ryū werden weiterhin innerhalb des Hontai Yōshin-ryū trainiert. Das Kukishin-ryū wird teilweise auch als Minaki-den Kukishin-ryu bezeichnet.
Der aktuelle Sōke ist Inoue Kyoichi Munenori, der Nachfolger seines Vaters Inoue Tsuyoshi Munetoshi. Die Ernennung war am 16. Januar 2005. Der Stil Hontai Yōshin-ryū ist Gründungsmitglied des japanischen Vereins der traditionellen Kampfkünste Nihon Kobudō Kyokai, welcher die Koryū-Schulen fördert und verbreitet.
Eine Zweigschule ist die Motoha Yōshin Ryū.

## Weltweite Verbreitung
Außerhalb von Japan gibt es einige offizielle Schulen des Hontai Yoshin-Ryu. Es finden regelmäßige Seminare mit den Lehrern aus Japan statt, und viele der westlichen Schüler trainieren auch regelmäßig in Japan. In der Hontai Yoshin-ryū sind die Werte und Traditionen sehr wichtig und nicht die kommerziellen Aspekte oder die Vermarktung des Stils.

## Stammbaum
Die Reihenfolge der Sokes der Hontai Yōshin-ryū (Die Eigennamen sind angegeben in der Form „Familienname Rufname Eigenname“):
1. Takagi Setsuemon / Oriemon Shigetoshi (高木折右衛門重俊; 1625 oder 1635–1711)
2. Takagi Umanosuke Shigesada (高木馬之輔重貞)
3. Takagi Gennoshin Hideshige (高木源之進英重)
4. Ōkuni Kihei Shigenobu (大国鬼平重信)
5. Ōkuni Hachikurō Nobutoshi (大国八九郎信俊)
6. Ōkuni Tarōdaibu Tadanobu (大国太郎太夫忠信)
7. Ōkuni Kihyōe Yoshisada (大国鬼兵衛良定)
8. Ōkuni Yozaemon Yoshisada (大国与左衛門良貞)
9. Nakayama Jinnai Sadahide (中山甚内定秀)
10. Ōhkuni Buemon Hidenobu (大国武右衛門英信)
11. Nakayama Kizaemon Sadataka (中山嘉左衛門定賢)
12. Ōkuni Kenji Hideshige (大国鎌治英俊)
13. Yagi Ikugorō Hisayoshi (八木幾五郎久喜)
14. Ishiya Takeo Masatsugu (石谷武甥正次)
15. Ishiya Matsutarō Masaharu (石谷松太郎)
16. Kakuno Happeita Masayoshi (角野八平太; 1875–1939)
17. Minaki Saburō Masanori (皆木三郎虚舟; 1906–1993)
18. Inoue Tsuyoshi Munetoshi (井上剛宗俊; 1925–2014)
19. Inoue Kyōichi Munenori (井上恭一宗教; geboren 1949)